# ظافر العاني
ظافر ناظم سلمان العاني سياسي عراقي ونائب في البرلمان العراقي عن جبهة التوافق العراقية قبل تفككها وحلها.ولد في عانة بمحافظة الأنبار عام 1958 ونشأ ودرس في منطقة الأعظمية بالعاصمة بغداد وتخرج عام 1982 من كلية القانون والسياسة، وبعد حصوله على الماجستير عام 1988 عمل باحثا واستاذاً في جامعة بغداد ثم حصل على الدكتوراه في العلوم السياسية وكان الأول على دفعته 1998 ليقوم بتدريس مادتي المنظمات الدولية والقانون الدولي. ونال مرتبة أستاذ مساعد في أوائل عام 2003، وقد برز في نفس العام خلال معارضته الشديدة للاحتلال الأمريكي للعراق ثم أصبح عضوا في أول برلمان منتخب عن جبهة التوافق السنية التي فازت ب 44 مقعداً في انتخابات مجلس النواب عام 2005.
انتقد الطريقة التي تمت بها قرارات «هيئة اجتثاث البعث» كون اجراءات «الاجتثاث» تتسم بالعشوائية حسب وصفه، وتشمل عددا كبيرا من العراقيين الذين كان معظمهم ينتمي لحزب البعث،[بحاجة لمصدر] ولكنه دخل البرلمان العراقي ضمن جبهة التوافق رغم اعتراضه على العملية السياسية في العراق كونها تتسم بالمحاصصة الطائفية حسب قوله. أصبح أميناً عاماً لتجمع المستقبل الوطني في عام 2008 والذي انضم إلى القائمة العراقية الوطنية ولكن «هيئة العدالة المساءلة» منعته من المشاركة في الانتخابات التي أُجريت عام 2010.إلا أن مجلس النواب ألغى قرار اجتثاثه في 18 من ديسمبر 2010 هو ومع اثنان آخران من القائمة العراقية وهما صالح المطلك وجمال الكربولي.
عاد مجدداً إلى البرلمان العراق في انتخابات عام 2014 كنائب عن محافظة بغداد عن ائتلاف متحدون للإصلاح حيث كان رئيس القائمة في بغداد وكان من ضمن 4 نواب حصلت عليهم القائمة في بغداد.
إشترك في الانتخابات البرلمانية 2018 بدورتها الرابعة مع تحالف القرار العراقي وكان رئيس قائمتها في بغداد والناطق الرسمي بإسمها، وقد فاز فيها، وأختير كذلك عضوا في البرلمان العربي نائبا لرئيس لجنة العلاقات الخارجية، ثم انتخب كرئيس للجنة العلاقات الخارجية وعضوا في المكتب السياسي للبرلمان العربي في عام 2020.